# Aleiodes aterrimus
Aleiodes aterrimus är en stekelart som först beskrevs av Julius Theodor Christian Ratzeburg 1852.  Aleiodes aterrimus ingår i släktet Aleiodes och familjen bracksteklar. Inga underarter finns listade i Catalogue of Life.